# Ньюджент, Киран
Киран Ньюджент (англ. Kieran Nugent; 1958 — 4 мая 2000) — волонтёр Ирландской республиканской армии, первый участник одеяльного протеста в H-блоке тюрьмы Мэйз.

## Биография
Причиной вступления Ньюджента в ряды ирландских добровольцев стал трагический случай: 20 марта 1973 года на углу Меррион-стрит и Гросвенор-Роуд 15-летний Киран Ньюджент и его 16-летний друг Бернард Макэрлин увидели проезжавший автомобиль военизированной группировки ольстерских лоялистов. Один из солдат спросил дорогу у ребят, в то время как другой открыл шквальный огонь из пистолета-пулемёта. Макэрлин был убит на месте, Ньюджент был ранен восемь раз в грудь, руки и спину.
Вскоре Ньюджент вступил во «временное» крыло ИРА. Он был арестован в возрасте 16 лет британскими войсками и отправлен на 5 месяцев в тюрьму Крамлин-Роуд, но вскоре приговор отменили и освободили. 9 февраля 1975 года его опять арестовали и без суда отправили в тюрьму Лонг-Кеш, в камеру 4. 12 ноября он снова был освобождён, но 12 мая 1976 года опять арестован. 14 сентября суд приговорил Ньюджента к трём годам тюрьмы за угон автомобиля. Статус особого заключённого Ньюдженту не был присвоен, и его заставили носить тюремную робу. Однако он охранникам, что те не заставят его носить тюремную робу и могут даже приколотить её к спине. Не подчиняясь требованиям, он стал носить в качестве одежды постельное бельё, начав одеяльный протест.
В плане поддержки протеста к Ньюдженту примкнули Джеки Макмаллен и ещё шесть республиканцев, пойманных в квартале Бичмаунт. К Рождеству 1976 года число сторонников протеста выросло до 40, а протесты затянулись ещё на пять лет. Развязка наступила в 1981 году, когда в результате голодовки умерли семь повстанцев ИРА и три повстанца ИНОА.
У Ньюджента было четверо детей. 4 мая 2000 года он умер от сердечного приступа.